# 南新宿駅

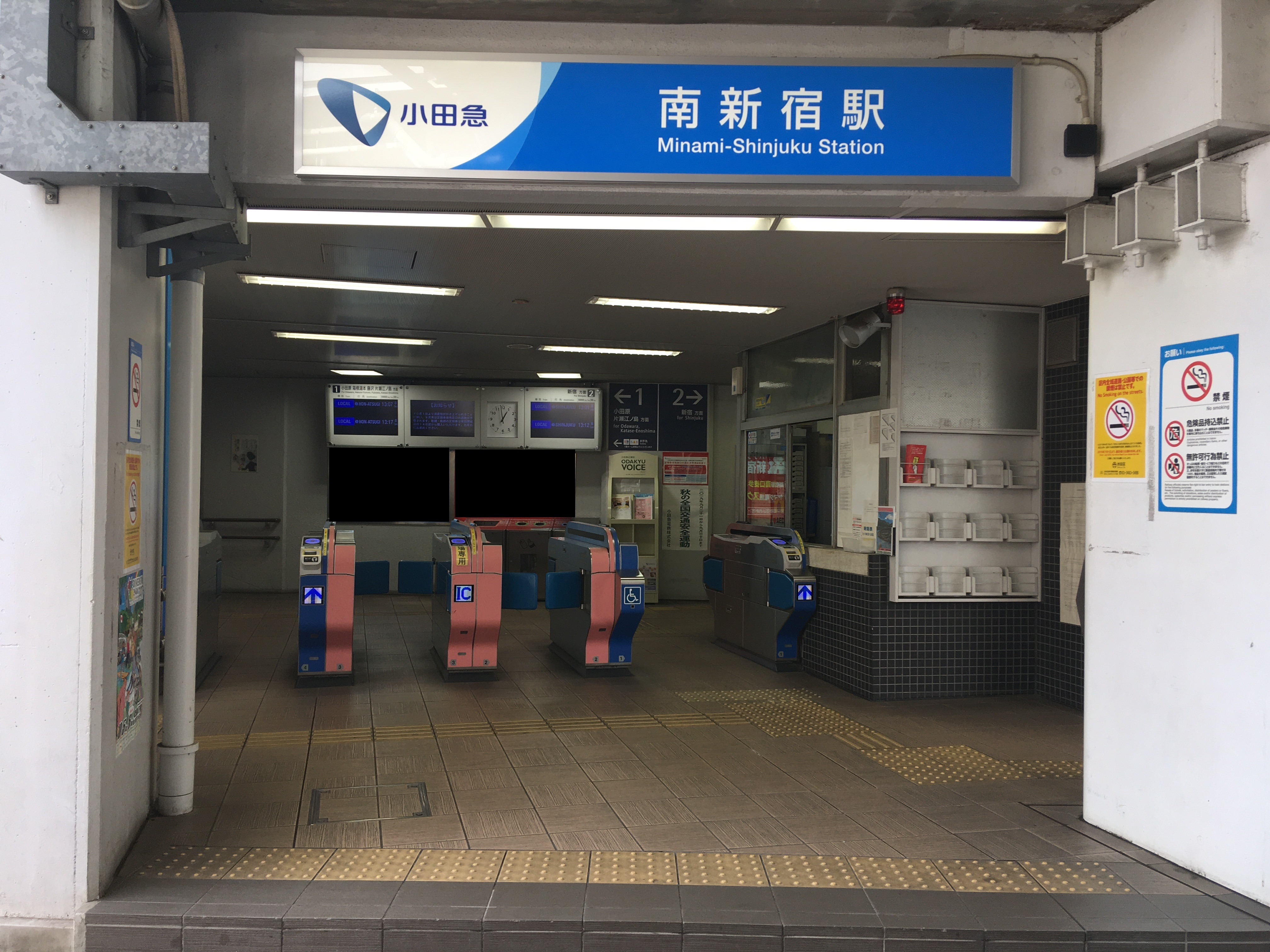
改札口
（2019年9月29日）

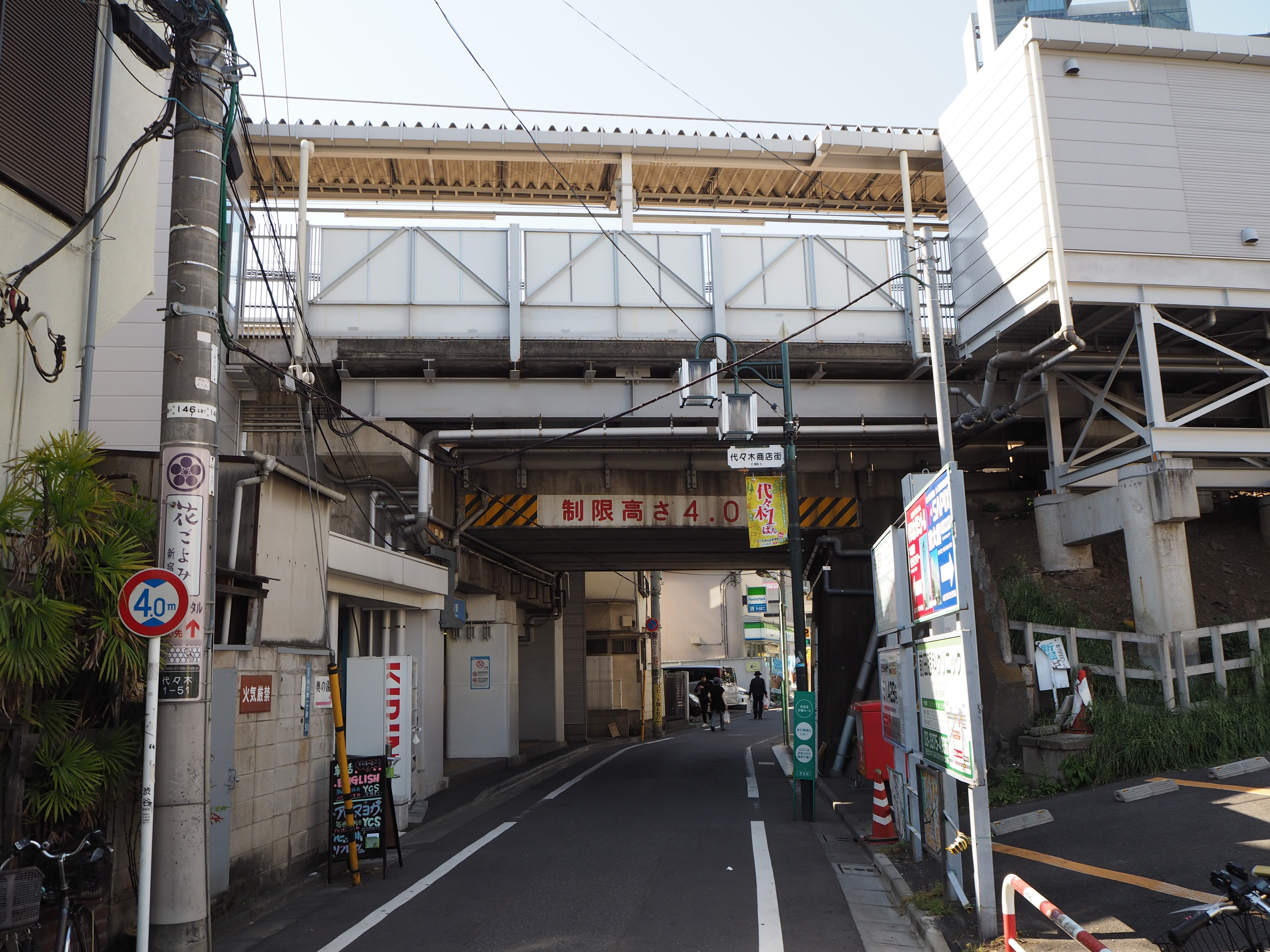
駅舎
（2015年5月5日）

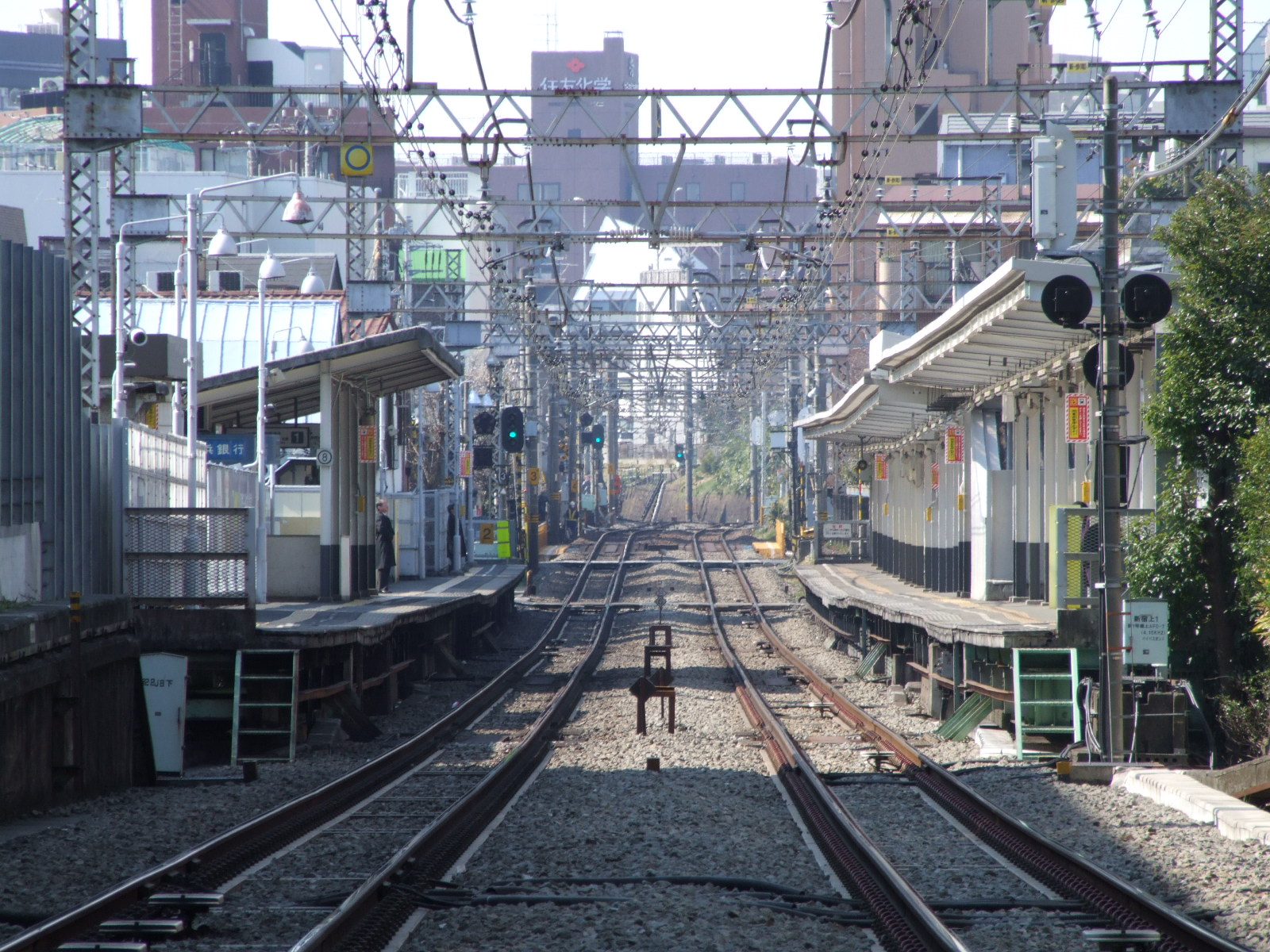
駅構内（左側より1番、2番ホーム）
（2008年3月7日）

南新宿駅（みなみしんじゅくえき）は、東京都渋谷区代々木二丁目にある、小田急電鉄小田原線の駅である。駅番号はOH 02。
駅名に新宿と付くが、渋谷区に存在する。駅名の由来は、諸説あるが新宿駅南側に位置するためであるといわれている。

## 歴史
隣接する新宿駅拡張工事が1973年（昭和48年）に完了した時に開業した。駅はそれ以前、現在の位置よりも新宿駅寄り、現行の小田急線の新宿駅地下ホームからの線路が地上ホームからの線路と合流する踏切（新宿1号踏切）からその次の旧小田急本社（現在の小田急南新宿ビル）前の踏切（新宿2号踏切）にかけての地点に設置されていた。同地には新宿駅地上ホームへの線路と地下ホームへの線路との分岐器を設置したため、昔の駅の痕跡はほとんど見られず、僅かに踏切脇に当時の駅舎土台部分のコンクリート跡が残る程度である。

### 年表
- 1927年（昭和2年）4月1日：千駄ヶ谷新田駅（「千田ヶ谷新田」という表記もみられる[1]）として開業[2][3]。駅名は当時の駅所在地の地名に由来する。
- 1937年（昭和12年）7月1日：小田急本社前駅に改称[2][4]。小田原急行鉄道本社が駅前にあることから。
- 1942年（昭和17年）5月1日：当時の小田急電鉄が当時の東京横浜電鉄等と合併、東急電鉄（大東急）となったことから南新宿駅に改称[2][5][注 1]。
- 1945年（昭和20年）5月26日：前日夜からの米軍による東京大空襲（山の手大空襲）で、本社事務所（現在の小田急南新宿ビル）と新宿駅甲州口が焼失、新宿駅 - 当駅間が不通となったため、数日間、全列車が当駅止まりとなる[6]。
- 1973年（昭和48年）12月21日：参宮橋方へ150m移転。[2][7]。
- 2012年（平成24年）2月：ホーム有効長を10両対応とする工事が完了[8]。
- 2014年（平成26年）1月：駅ナンバリング導入、使用開始[9]。
- 2019年（平成31年）3月16日：ダイヤ改正に伴い、10両編成各停停車開始。

## 駅構造
相対式ホーム2面2線を有する地上駅。
2009年（平成21年）5月より駅改良工事を実施しており、エレベーター新設やトイレ改修などが施工された。2012年（平成24年）2月に、各停10両化に対応するためのホーム有効長延伸工事が完了した。延伸部分は立入禁止の仕切りで閉鎖していたが、2019年3月16日ダイヤ改正より10両編成各停が設定され、延伸部分が使用開始した。現在、ホームドアは無い。

### のりば
| ホーム | 路線     | 方向 | 行先                   |
| ------ | -------- | ---- | ---------------------- |
| 1      | 小田原線 | 下り | 小田原・片瀬江ノ島方面 |
| 2      | 小田原線 | 上り | 新宿方面               |

（出典：小田急電鉄:駅構内）

### 駅構内設備
- エレベーター
- 各ホームから改札への階段は8両編成5号車付近にそれぞれ1か所ある。
- トイレとATM（横浜銀行）は下りホーム新宿寄りにある。
- かつては改札内コンコースに忘れ物取扱所として「南新宿遺失物センター」が併設されていたが、2006年（平成18年）3月に経堂駅へ移設された。

## 利用状況
2024年度（令和6年度）の乗降人員は3,926人であり、小田急線内全70駅中69位である。ただし、足柄駅との差は僅かであり、年度により順位が入れ替わる場合がある。
また、新宿駅と目と鼻の先で徒歩圏内、かつ500メートル程離れた代々木駅からは山手線や中央・総武線が運行されており、千代田区・中央区などの東京都心部や渋谷・池袋方面などに乗換無しで行けるなど、近距離に利便性の高い駅がある関係からか、東京23区内では利用者数の少ない鉄道駅の1つとなっている。
近年の1日平均乗降・乗車人員の推移は以下の通り。
| 年度               | 1日平均 乗降人員 | 1日平均 乗車人員 | 出典     |
| ------------------ | ---------------- | ---------------- | -------- |
| 1972年（昭和47年） | 5,114            |                  |          |
| 1982年（昭和57年） | 7,625            |                  |          |
| 1985年（昭和60年） | 8,888            |                  |          |
| 1989年（平成元年） | 8,447            |                  |          |
| 1990年（平成02年） |                  | 2,874            | [ * 1 ]  |
| 1991年（平成03年） |                  | 2,770            | [ * 2 ]  |
| 1992年（平成04年） |                  | 2,715            | [ * 3 ]  |
| 1993年（平成05年） |                  | 2,732            | [ * 4 ]  |
| 1994年（平成06年） |                  | 2,512            | [ * 5 ]  |
| 1995年（平成07年） |                  | 2,366            | [ * 6 ]  |
| 1996年（平成08年） |                  | 2,255            | [ * 7 ]  |
| 1997年（平成09年） |                  | 2,137            | [ * 8 ]  |
| 1998年（平成10年） | 5,412            | 2,033            | [ * 9 ]  |
| 1999年（平成11年） | 4,455            | 1,962            | [ * 10 ] |
| 2000年（平成12年） | 4,301            | 1,871            | [ * 11 ] |
| 2001年（平成13年） | 4,469            | 1,981            | [ * 12 ] |
| 2002年（平成14年） | 4,565            | 2,027            | [ * 13 ] |
| 2003年（平成15年） | 4,315            | 1,899            | [ * 14 ] |
| 2004年（平成16年） | 4,178            | 1,726            | [ * 15 ] |
| 2005年（平成17年） | 3,863            | 1,573            | [ * 16 ] |
| 2006年（平成18年） | 3,965            | 1,625            | [ * 17 ] |
| 2007年（平成19年） | 4,124            | 1,727            | [ * 18 ] |
| 2008年（平成20年） | 3,803            | 1,575            | [ * 19 ] |
| 2009年（平成21年） | 3,667            | 1,515            | [ * 20 ] |
| 2010年（平成22年） | 3,665            | 1,532            | [ * 21 ] |
| 2011年（平成23年） | 3,676            | 1,549            | [ * 22 ] |
| 2012年（平成24年） | 3,688            | 1,562            | [ * 23 ] |
| 2013年（平成25年） | 3,850            | 1,622            | [ * 24 ] |
| 2014年（平成26年） | 3,788            | 1,638            | [ * 25 ] |
| 2015年（平成27年） | 3,815            | 1,658            | [ * 26 ] |
| 2016年（平成28年） | 3,782            | 1,649            | [ * 27 ] |
| 2017年（平成29年） | 4,024            | 1,781            | [ * 28 ] |
| 2018年（平成30年） | 4,023            | 1,803            | [ * 29 ] |
| 2019年（令和元年） | 3,977            | 1,795            | [ * 30 ] |
| 2020年（令和02年） | 3,153            | 1,411            | [ * 31 ] |
| 2021年（令和03年） | 3,410            |                  |          |
| 2022年（令和04年） | 3,588            |                  |          |
| 2023年（令和05年） | 3,875            |                  |          |
| 2024年（令和06年） | 3,926            |                  |          |

## 駅周辺

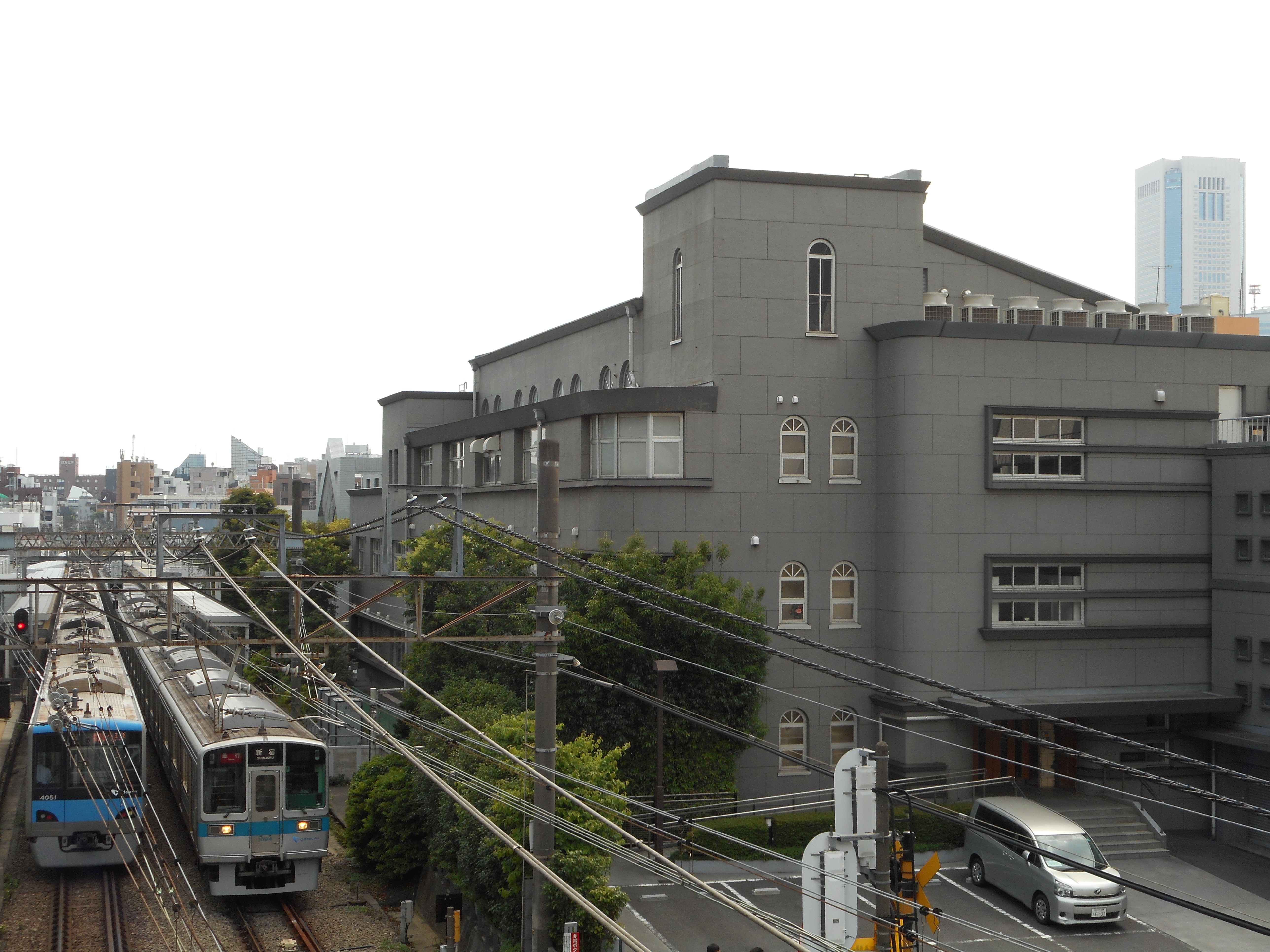
当駅の近くに建つ小田急南新宿ビルは、小田急電鉄の旧本社社屋（2018年6月）。

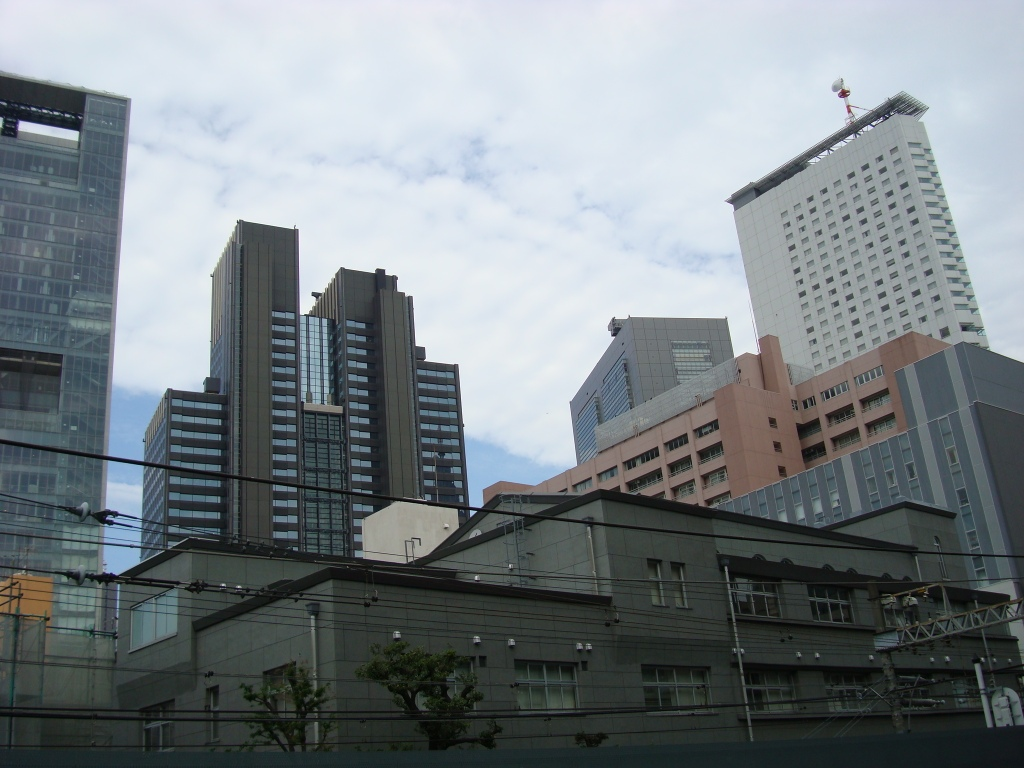
当駅付近から望む代々木二丁目の高層ビル群。手前の架線は小田急線のもの、その後ろの低層の建物が小田急南新宿ビル（2007年11月）。

- 小田急南新宿ビル（小田急電鉄の商業登記上の本店所在地[19]）
- 小田急サザンタワー
  - ホテルセンチュリーサザンタワー
- JR東京総合病院
- 代々木駅（東日本旅客鉄道〈JR東日本〉山手線・中央・総武緩行線、東京都交通局〈都営地下鉄〉大江戸線）
  - 新宿駅で階段等の上下移動を伴う大江戸線など、新宿駅乗換よりもスムーズに乗換えられる場合があるが、連絡運輸は行われていない。
- 代々木ゼミナール 本部・代々木校
- 代々木ゼミナール造形学校
- 山野美容専門学校
  - 山野ホール
- 渋谷区立代々木小学校
- 代々木三郵便局
- 代々木駅前通郵便局
- 北参道駅（東京メトロ副都心線）

### バス路線
最寄バス停留所は、ハチ公バス神宮杜ルート（フジエクスプレスが運行）の代々木一丁目である。
- ハチ公バス 神宮の杜ルート：代々木駅・千駄ケ谷駅・渋谷駅方面

## 隣の駅
小田急電鉄
 小田原線
■快速急行・□通勤急行・■急行
通過
■各駅停車
新宿駅 (OH 01) - 南新宿駅 (OH 02) - 参宮橋駅 (OH 03)
なお、1927年（昭和2年）4月1日 - 1946年（昭和21年）5月31日まで、当駅 - 参宮橋駅間に山谷駅が存在した。